# 마르코 디 바이오
마르코 디 바이오(이탈리아어: Marco Di Vaio ˈmarko di ˈvaːjo[*], 1976년 7월 15일, 라치오 주 로마 ~)는 이탈리아의 전직 프로 축구 선수로, 현역 시절 스트라이커로 활약했다. 골 결정력이 뛰어난 선수로, 디 바이오는 오랜 현역 기간 동안 이탈리아 외에도 프랑스, 스페인, 그리고 캐나다의 다수 구단에서 리그에서 200골이 넘게 득점했다. 국가대항전에서, 디 바이오는 이탈리아 국가대표팀 일원으로 유로 2004에 참가했다.

## 클럽 경력

### 초기 경력
디 바이오는 고향의 라치오에서 축구를 시작했다. 그는 1994년 11월 20일, 파도바와의 경기에서 세리에 A 신고식을 치렀다. 그는 이후 세리에 B의 엘라스 베로나, 바리 등의 세리에 B 구단들을 전전하다가 1997년에 살레르니타나에 입단했다.

### 살레르니타나
그는 살레르니타나에서 잠재력을 만개했는데, 1997-98 시즌에 소속 구단의 세리에 A 승격을 이룩했고, 이 과정에서 세리에 B 득점왕에 올랐다.

### 파르마
살레르니타나는 이듬해 1시즌 만에 세리에 B로 강등되었지만, 디 바이오는 파르마로 이적하면서 세리에 A에서 계속 활약하게 되었다. 그는 노랑-파랑 군단(Gialloblu) 소속으로 수 차례 인상적인 골을 기록했고, 에밀리아-로마냐 연고 구단 3년차에는 리그 전체 득점 2위에 이름을 올렸다.

### 유벤투스
유벤투스가 2002년 여름에 영입 경쟁에서 승리하면서 파르마에 €7M의 이적료를 지불해,(€2M의 이적료와 브리기의 등록금 50%의 합) 임대 계약이 성사되었다.
그러나, 디 바이오는 유벤투스에서의 치열한 1군 경쟁으로 인해 파르마에서의 인상적인 활약을 이어나가지 못했다. 처음에 임대로 입단한 디 바이오는 2003년 여름에 €14M으로 완전 이적했다.
그는 유벤투스에서 1차례 "방패"(scudetto)를 획득했고, 2003년 챔피언스리그 결승전에 진출했다.

### 발렌시아
2003-04 시즌 챔피언스리그 조기 탈락과 파비오 카펠로 감독의 취임이 겹치면서, 유벤투스는 1군 선수단 개편에 착수했다. 그 결과 디 바이오와 그의 공격진 동료 파브리치오 미콜리는 입지를 크게 잃었다. 디 바이오는 전 시즌 UEFA컵과 라 리가를 석권한 발렌시아와 5년 계약을 맺고 이적했는데, 이적료로 €10.5M이 발생했고, 같은 이탈리아 국적의 클라우디오 라니에리 감독과 베르나르도 코라디와 함께 입단했다. 디 바이오는 코라디와 함께 10번의 라 리가 경기에서 전방을 맡아 4골을 합작했다. 그는 스페인 리그에서 11골을 득점하는데 그쳤다.
그는 라니에리 감독이 해임되고, 엎친데 덮친 격으로 파트리크 클라위버르트와 다비드 비야가 입단하면서 발렌시아 1군에서의 입지가 줄어들었다. 키케 산체스 플로레스 신임 감독은 비야와 공격을 합작할 선수로 미겔 앙헬 앙굴로를 중용하면서 4-5-1 공격 대형으로 비야를 최전방에 배치했다. 그로 인해 디 바이오는 2005-06 시즌에 선발로 딱 1경기 출전하는데 그쳤다.

### 모나코
2006년 1월, 디 바이오는 리그 1의 모나코로 이적했는데, 활약상에 따라 완전 이적도 가능했다. 디 바이오는 같은 이탈리아 국적의 크리스티안 비에리와 프랑스 리그 7경기에서 발을 맞추어 3골을 합작했는데, 마무리는 모두 비에리가 했다. 디 바이오는 본래 부상당한 하비에르 체반톤과 떠난 에마뉘엘 아데바요르를 대신할 목적으로 영입되었기에, 2명의 이탈리아 공격진은 리그 후반기에 체반톤의 득점 기회를 창출하는 것으로 역할이 변경되었다.
디 바이오는 2년차에 얀 콜레르와 제레미 메네즈의 입단으로 6번의 1군 경기에 출전하는데 그쳤다.

### 제노아
2007년 1월 22일, 리그 1에서 큰 성과를 거두지 못한 디 바이오는 승격을 위해 야심차게 선수단을 개편하던 세리에 B의 제노아와 계약하며 이탈리아 무대에 복귀했고, 이적료는 €1.8M으로 책정되었다. 구단은 어렵게 승격에 성공했지만, 세리에 A에 올라 마르코 보리엘로와 주세페 스쿨리의 공격진이 중용되면서, 디 바이오는 불과 9번의 리그 경기에 출전하는데 그쳤다.

### 볼로냐

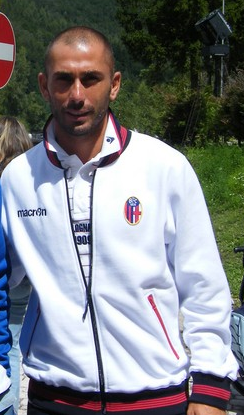
2011년, 볼로냐의 디 바이오

2008년 8월 21일, 디 바이오는 세리에 B에서 세리에 A로 갓 승격한 볼로냐로 이적하는 것이 밝혀졌다. 디 바이오는 볼로냐에서 제노아의 동료였던 아다이우통과 재회했다. 디 바이오는 2008-09 시즌에 볼로냐의 핵심 선수로 우뚝 섰는데, 선수층이 얇은 볼로냐에서 24골을 기록했다. 그는 제노아의 공격수 디에고 밀리토와 함께 시즌을 득점 2위로 마무리했다. 시즌이 끝나고, 볼로냐는 그를 자유 이적으로 완전 영입했다.
디 바이오는 볼로냐에서 활약하면서 결정력이 높은 공격수로 명성을 떨쳤고, 지지자들의 절대적인 응원을 등에 업었고, 주장ㅇ을 맡으며 2010-11 시즌에 수뇌 교체를 2번 진행하면서도 본보기가 되었고, 2013년 5월까지 계약을 연장했다.계약 연장 후, 디 바이오는 볼로냐 선수로 남은 현역을 보낼 의사를 밝혔다. 그러나, 2012년 5월 4일, 디 바이오는 2011-12 시즌이 마지막 볼로냐에서의 시즌임을 밝혔고, 향후 여러 행선지를 고려하고 있다고 덧붙였다.

### 앵팍 드 몽레알
오랜 협상 끝에 앵팍 드 몽레알이 디 바이오가 캐나다 연고 구단의 첫 지정 선수로 입단했다고 발표했다. 디 바이오는 2012년 6월 27일에 토론토전에서 1호골을 기록하며 인상적인 신고식을 치렀고, 1달 후인 2012년 7월 28일에 뉴욕 레드불스를 상대로도 골망을 흔들었다. 디 바이오는 2014년 3월 29일에 필라델피아 유니언전에서 2014년 첫 골을 기록했다. 2014년 10월 25일, 디 바이오는 D.C. 유나이티드를 상대로 한 자신의 마지막 프로 경기에서 선제골을 기록했고, 몽레알은 안방에서 1-1로 비겼다. 디 바이오는 2014년을 끝으로 현역에서 은퇴했다.

## 국가대표팀 경력
디 바이오는 2001년 9월 5일에 조반니 트라파토니 감독의 부름을 받아 이탈리아 국가대표팀 첫 경기를 치렀는데, 이탈리아는 피아첸차에서 모로코와 친선경기를 벌여 1-0으로 이겼다. 그는 2003년 10월 11일에 레조 칼라브리아에서 열린 아제르바이잔과의 유로 2004 예선전 경기에서 첫 골을 기록해 4-0 승리에 일조했다. 디 바이오는 조반니 트라파토니 감독의 이탈리아 국가대표팀 유로 2004 최종 명단에 이름을 올려, 2-1로 이긴 불가리아와의 조별 리그 최종전에 출전했으나, 이탈리아는 조별 리그를 넘지 못하고 조기에 탈락했다. 디 바이오는 유벤투스 시절 그를 지도했던 마르첼로 리피 감독의 임기에도 몇 차례 차출되었다. 그러나, 발렌시아에서 기량이 하락하고, 루카 토니와 알베르토 질라르디노의 비상이 겹치면서, 디 바이오는 국가대표팀에서의 입지를 잃었다. 그는 2004년 10월 9일, 0-1로 패한 슬로베니아와의 2006년 월드컵 예선전 원정 경기를 끝으로 더 이상 국가대표팀 경기에 출전하지 못했다. 디 바이오는 국가대표팀 경기에 총 14번 출전해 2골을 기록했다.

## 은퇴 후
디 바이오는 축구화를 벗은 후 볼로냐의 구단 경영자로 합류했다.

## 경기 방식
골 결정력이 있는 골잡이인 디 바이오는 빠르고, 기회를 잘 포착하는 다재다능한 선수로, 탄탄한 기술과 공배급 능력에 힘입어 전방에 스트라이커나 측면 공격수로도 뛸 수 있었다. 그러나, 그가 가장 맡기 선호하는 역할은 중앙 공격수로, 문전 및 공중 경합력을 살려 득점력을 극대화할 수 있었다. 그는 멀리서도 공을 강하게 차넣을 수 있고 정확한 페널티 킥 주자이기도 했다.

## 경력 통계

### 클럽

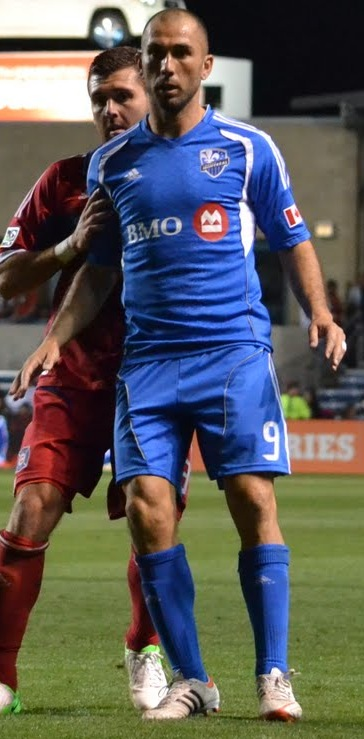
2012년 9월, 시카고 파이어전에 출전한 디 바이오

| 구단           | 시즌             | 리그      | 리그 | 리그 | 컵   | 컵 | 대륙 | 대륙 | 합계 | 합계 |
| 구단           | 시즌             | 리그명    | 출장 | 골   | 출장 | 골 | 출장 | 골   | 출장 | 골   |
| -------------- | ---------------- | --------- | ---- | ---- | ---- | -- | ---- | ---- | ---- | ---- |
| 라치오         | 세리에 A         | 1993–94   | 0    | 0    | 1    | 0  | 1    | 0    | 2    | 0    |
| 라치오         | 세리에 A         | 1994–95   | 8    | 3    | 4    | 0  | 1    | 1    | 13   | 4    |
| 라치오         | 세리에 A         | 합계      | 8    | 3    | 5    | 0  | 2    | 1    | 15   | 4    |
| 엘라스 베로나  | 세리에 B         | 1995–96   | 7    | 1    | 0    | 0  | –    | –    | 7    | 1    |
| 엘라스 베로나  | 세리에 B         | 합계      | 7    | 1    | 0    | 0  | –    | –    | 7    | 1    |
| 바리           | 세리에 B         | 1996–97   | 27   | 3    | 0    | 0  | –    | –    | 27   | 3    |
| 바리           | 세리에 B         | 합계      | 27   | 3    | 0    | 0  | –    | –    | 27   | 3    |
| 살레르니타나   | 세리에 B         | 1997–98   | 36   | 21   | 2    | 0  | –    | –    | 38   | 21   |
| 살레르니타나   | 세리에 A         | 1998–99   | 31   | 12   | 1    | 0  | –    | –    | 32   | 12   |
| 살레르니타나   | 세리에 A         | 합계      | 67   | 33   | 3    | 0  | –    | –    | 70   | 33   |
| 파르마         | 세리에 A         | 1999–00   | 23   | 6    | 1    | 0  | 3    | 1    | 27   | 7    |
| 파르마         | 세리에 A         | 2000–01   | 27   | 15   | 7    | 3  | 5    | 2    | 39   | 20   |
| 파르마         | 세리에 A         | 2001–02   | 33   | 20   | 5    | 0  | 10   | 2    | 48   | 22   |
| 파르마         | 세리에 A         | 합계      | 83   | 41   | 13   | 3  | 18   | 5    | 114  | 49   |
| 유벤투스       | 세리에 A         | 2002–03   | 26   | 7    | 3    | 0  | 11   | 4    | 40   | 11   |
| 유벤투스       | 세리에 A         | 2003–04   | 29   | 11   | 8    | 3  | 7    | 3    | 44   | 17   |
| 유벤투스       | 세리에 A         | 합계      | 55   | 18   | 11   | 3  | 18   | 7    | 84   | 28   |
| 발렌시아       | 라 리가          | 2004–05   | 30   | 11   | 1    | 0  | 8    | 3    | 39   | 14   |
| 발렌시아       | 라 리가          | 2005–06   | 5    | 0    | 0    | 0  | 6    | 0    | 11   | 0    |
| 발렌시아       | 라 리가          | 합계      | 35   | 11   | 1    | 0  | 14   | 3    | 50   | 14   |
| 모나코         | 리그 1           | 2005–06   | 15   | 5    | 3    | 0  | –    | –    | 18   | 5    |
| 모나코         | 리그 1           | 2006–07   | 14   | 3    | 3    | 0  | –    | –    | 17   | 3    |
| 모나코         | 리그 1           | 합계      | 29   | 8    | 6    | 0  | –    | –    | 35   | 8    |
| 제노아         | 세리에 B         | 2006–07   | 22   | 9    | 0    | 0  | –    | –    | 22   | 9    |
| 제노아         | 세리에 A         | 2007–08   | 22   | 3    | 2    | 1  | –    | –    | 24   | 4    |
| 제노아         | 세리에 A         | 합계      | 44   | 12   | 2    | 1  | –    | –    | 46   | 13   |
| 볼로냐         | 세리에 A         | 2008–09   | 38   | 24   | 2    | 1  | –    | –    | 40   | 25   |
| 볼로냐         | 세리에 A         | 2009–10   | 30   | 12   | 1    | 0  | –    | –    | 31   | 12   |
| 볼로냐         | 세리에 A         | 2010–11   | 38   | 19   | 1    | 0  | –    | –    | 39   | 19   |
| 볼로냐         | 세리에 A         | 2011–12   | 37   | 10   | 1    | 0  | –    | –    | 38   | 10   |
| 볼로냐         | 세리에 A         | 합계      | 143  | 65   | 5    | 1  | –    | –    | 148  | 66   |
| 앵팍 드 몽레알 | 메이저 리그 사커 | 2012      | 17   | 5    | 3    | 0  | –    | –    | 20   | 5    |
| 앵팍 드 몽레알 | 메이저 리그 사커 | 2013      | 33   | 20   | 3    | 2  | –    | –    | 36   | 22   |
| 앵팍 드 몽레알 | 메이저 리그 사커 | 2014      | 26   | 9    | 4    | 0  | 3    | 4    | 33   | 13   |
| 앵팍 드 몽레알 | 메이저 리그 사커 | 합계      | 76   | 34   | 10   | 2  | 3    | 4    | 89   | 40   |
| 경력 합계      | 경력 합계        | 경력 합계 | 574  | 229  | 56   | 10 | 55   | 20   | 685  | 259  |

### 국가대표팀
출처:
| 이탈리아 국가대표팀 | 이탈리아 국가대표팀 | 이탈리아 국가대표팀 |
| 연도                | 출장                | 골                  |
| ------------------- | ------------------- | ------------------- |
| 2001                | 1                   | 0                   |
| 2002                | 4                   | 0                   |
| 2003                | 5                   | 2                   |
| 2004                | 4                   | 0                   |
| 합계                | 14                  | 2                   |

### 국가대표팀 통계
| 국가대표팀 출장 및 득점 기록 | 국가대표팀 출장 및 득점 기록 | 국가대표팀 출장 및 득점 기록 | 국가대표팀 출장 및 득점 기록 | 국가대표팀 출장 및 득점 기록 | 국가대표팀 출장 및 득점 기록 | 국가대표팀 출장 및 득점 기록 |
| #                            | 날짜                         | 장소                         | 상대                         | 결과                         | 득점                         | 대회                         |
| ---------------------------- | ---------------------------- | ---------------------------- | ---------------------------- | ---------------------------- | ---------------------------- | ---------------------------- |
| 1.                           | 2001년 9월 5일               | 이탈리아 피아첸차            | 모로코                       | 1–0                          | 0                            | 친선경기                     |
| 2.                           | 2002년 2월 13일              | 이탈리아 카타니아            | 미국                         | 1–0                          | 0                            | 친선경기                     |
| 3.                           | 2002년 4월 17일              | 이탈리아 밀라노              | 우루과이                     | 1–1                          | 0                            | 친선경기                     |
| 4.                           | 2002년 8월 21일              | 이탈리아 트리에스테          | 슬로베니아                   | 0–1                          | 0                            | 친선경기                     |
| 5.                           | 2002년 11월 20일             | 이탈리아 페스카라            | 튀르키예                     | 1–1                          | 0                            | 친선경기                     |
| 6.                           | 2003년 4월 30일              | 스위스 주네브                | 스위스                       | 2–1                          | 0                            | 친선경기                     |
| 7.                           | 2003년 6월 3일               | 이탈리아 캄포바소            | 북아일랜드                   | 2–0                          | 0                            | 친선경기                     |
| 8.                           | 2003년 10월 11일             | 이탈리아 레조 칼라브리아     | 아제르바이잔                 | 4–0                          | 1                            | 유로 2004 예선전             |
| 9.                           | 2003년 11월 12일             | 폴란드 바르샤바              | 폴란드                       | 1–3                          | 0                            | 친선경기                     |
| 10.                          | 2003년 11월 16일             | 이탈리아 안코나              | 루마니아                     | 1–0                          | 1                            | 친선경기                     |
| 11.                          | 2004년 4월 28일              | 이탈리아 제노바              | 스페인                       | 1–1                          | 0                            | 친선경기                     |
| 12.                          | 2004년 6월 22일              | 포르투갈 기마랑이스          | 불가리아                     | 2–1                          | 0                            | 유로 2004                    |
| 13.                          | 2004년 8월 18일              | 아이슬란드 레이캬비크        | 아이슬란드                   | 0–2                          | 0                            | 친선경기                     |
| 14.                          | 2004년 10월 9일              | 슬로베니아 첼레              | 슬로베니아                   | 0–1                          | 0                            | 2006년 월드컵 예선전         |

## 수상

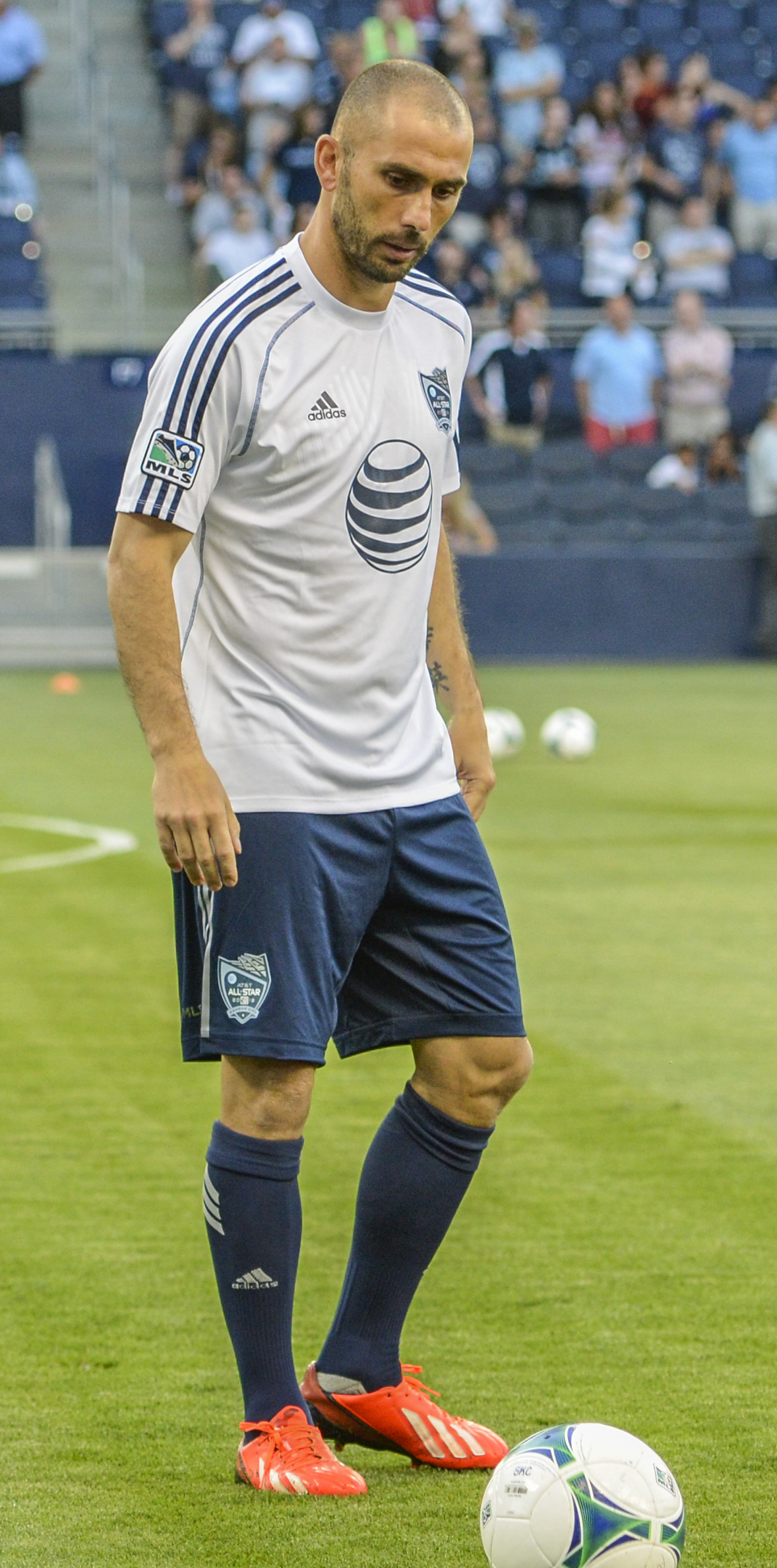
2013년 메이저 리그 사커 올스타전의 디 바이오

### 클럽
살레르니타나
- 세리에 B: 1997–98

파르마
- 코파 이탈리아: 2001–02
- 수페르코파 이탈리아나: 1999

유벤투스
- 세리에 A: 2002–03
- 수페르코파 이탈리아나: 2003
- 챔피언스리그 준우승: 2002–03

발렌시아
- UEFA 슈퍼컵: 2004

앵팍 드 몽레알
- 캐나다 챔피언십: 2013, 2014

### 개인
- 세리에 B 득점왕: 1998[28]
- 메이저 리그 사커 올스타전 출전: 2013[29]
- 메이저 리그 사커 올해의 선수단: 2013[30]
- 앵팍 드 몽레알 올해의 선수: 2013
- 앵팍 드 몽레알 최다 득점자: 2013, 2014